# 索命影帶94
《索命影帶94》（英語：V/H/S/94）是一部2021年美國恐怖多段式電影。本片為2014年《索命影帶3》的續集，同時為「索命影帶系列」的第四部，主要以拾得錄像的方式拍攝。這部電影改編自大衛·布克納和布拉德·米斯卡編寫的劇本，並由前兩作的西蒙·巴雷特和蒂莫·賈夏托回歸以及珍妮佛·里德、雷恩·普洛斯和克洛伊·歐庫諾執導。
繼該系列在電影節上受到狂熱追捧後，《索命影帶94》2021年9月26日在奇幻電影節上進行全球首映，2021年10月4日在超越電影節上放映。當月不久後，Shudder宣布《索命影帶94》已成為該平台史上最佳電影首映，收視率「創下紀錄」，直到2022年，直到續集《索命影帶99》超越了本作。
續集為2022年的《索命影帶99》與2023年的《索命影帶85》。

## 劇情
在緝毒行動中，由六名警員以及一名攝影師組成的特警隊突襲了一座倉庫，正在尋找嫌犯們的同時，依序發現多台電視機，而電視機播放了四段不可思議、卻又絕對真實的恐怖紀錄…

## 篇章
本電影由多段式恐怖電影的選集呈現，發生在一個架構故事內，共同從一部故事接著觀看以下篇章故事，使每個篇章故事都以拾得錄像的概念連結在一起。

### 〈神聖地獄〉（Holy Hell）
由珍妮佛·里德執導。
在緝毒行動中，特警隊突襲了一座倉庫，他們發現多個像牢房一樣的房間正在播放雜訊的電視機，但裡面都是已經死去的人，而且雙眼都遭挖走...
小隊在倉庫中繼續前進尋找嫌犯們時，進入另一個房間，並遇到更多死去的人，接著隊長命令藍隊往樓上搜索，其餘的警員繼續搜查，他們依序找到多台正在播放「影片」的電視機。

### 〈暴雨下水道〉（）
由克洛伊·歐庫諾執導。
敘述在俄亥俄州韋斯特維爾一名女記者和攝影師正在當地尋找拍攝關於「鼠人」的神秘生物傳說。接著他們從鎮上的目擊者們給予的消息指出，傳說中的鼠人出沒在鎮上的下水道內，於是他們決定前往下水道尋找鼠人的蹤影...

### 〈空虛的覺醒〉（）
由西蒙·巴雷特執導。
在殯儀館，一位名年輕女子海莉被指派為一位名叫安德魯·愛德華茲的男子主持守靈儀式，而男子的家人要求整個晚上的儀式必須進行錄影。接著殯儀館外的氣象從暴風轉變為龍捲風，造成停電，海莉也發現殯儀館的門居然被鐵鍊鎖住，此時安德魯的棺材竟然自己打開，安德魯以殘破不堪變成喪屍般的軀體對海莉襲擊，而錄影機則錄下了整個過程...

### 〈實驗品〉（）
由蒂莫·賈夏托執導。
在印尼的某個地方，一名叫詹姆斯·蘇亨德拉博士專門綁架受害者並對受害者進行人體改造實驗，其中一名已被改造為半機器人且縮寫為「SA」的年輕女子（稱為99號實驗品）試圖逃出詹姆斯博士的恐怖人體改造實驗室而展開一連串的行動。

### 〈恐懼〉（）
由雷恩·普洛斯執導。
一群白人優越主義的極端份子組織成員試圖以抓來的「吸血鬼」並抽取牠們的血液來用作為製造強大的「生物兵器」的能力，但不巧的是部分遭關押的吸血鬼逃離了他們的武器製造所而展開猛烈的反擊。

## 演員

### 神聖地獄（Vicious Circles）
- 奇米·裘依 飾演 佩特羅 （Petro）
- 尼可拉特·皮爾斯 飾演 奈許（Nash）
- 湯瑪斯·米歇爾 飾演 史培貝瑞（Sprayberry）
- 羅德葛·費南德斯-史托（英语：Rodrigo Fernandez-Stoll） 飾演 史匹比（Spivey）
- 達克斯·瑞米納 飾演 奧斯勒（Oursler）
- 凱文·P·葛巴爾 飾演 攝影師 蓋瑞（Cameraman Gary）
- 威廉·喬丹 飾演 湯姆·塔克（Tom Tucker）

### 暴雨下水道（Storm Drain）
- 安娜·霍普金斯（英语：Anna Hopkins） 飾演 霍莉·馬西亞諾（Holly Marciano）
- 克里斯汀·波坦薩（英语：Christian Potenza） 飾演 攝影師 傑夫（Cameraman Jeff）
- 布萊恩·保羅 飾演 牧師（Pastor）
- 提姆·坎貝爾 飾演 電視主播 馬克（TV Anchor Mark）
- 吉娜·菲利普斯 飾演 卡米爾（Camille）
- 修姆·鮑 飾演 迷彩衣男子（Camo Guy）
- 肖恩·沙利文 飾演 嬉皮客（Hippie）
- 凱爾·杜拉克 飾演 下水道居民（Storm Dweller）
- 德米崔·凱勒西斯 飾演 下水道居民（Storm Dweller）
- 肖恩·多蘭 飾演 滑板手（Skateboarder）
- 索菲亞·馬裘拉 飾演 滑板手（Skateboarder）
- 安東尼·佩普斯 飾演 滑板手（Skateboarder）

### 空虛的覺醒（The Empty Wake）
- 凱爾·傳奇 飾演 海莉（Hayley）
- 大衛·陳-昌 飾演 安德魯·愛德華茲（Andrew Edwards）
- 丹尼爾·馬特莫 飾演 古斯塔夫（Gustav）
- 亞當·肯尼斯威爾森 飾演 羅納德（Ronald）
- 大衛·雷爾（英语：David Reale） 飾演 提姆（Tim）

### 實驗品（The Subject）
- 雪娜亞·遜·馬赫拉妮 飾演 「S.A.」
- 薩哈比·薩克里 飾演 男性實驗品
- 丹尼爾·艾克普拉 飾演 男性實驗品 阿爾法（Male Subject Alpha）
- 布迪·羅斯 飾演 詹姆斯·蘇亨德拉博士
- 丹尼·阿拉姆西亞（英语：Donny Alamsyah） 飾演 哈桑上尉（Capt. Hassan）
- 拜爾·萬 飾演 喬諾（Jono）
- 文森特·馬汀 飾演 艾里（Ali）
- 諾維·羅門特 飾演 賈克（Jaka）
- 薩卡·德萬塔里 飾演 失敗的試驗品
- 安迪卡·瑪特桑達 H. 飾演 蜘蛛頭試驗品
- 安迪妮·艾芬迪 聲演 警示防禦系統語音

### 恐懼（Terror）
- 克里斯蒂安·洛伊德 飾演 格雷格（Greg）
- 湯瑪斯·米歇爾·巴尼特 飾演 攝影師鮑柏（Cameraman Bob）
- 卡麥隆·克特曼 飾演 查克（Chuck）
- 史蒂文·麥卡錫（英语：Steven McCarthy (actor)） 飾演 吉米（Jimmy）
- 布倫丹·麥克默瑟-豪利特 飾演 囚犯（Prisoner）
- 史拉夫·洛格茲 飾演 史帝夫（Steve）
- 丹尼爾·威利斯頓 飾演 韋恩（Wayne）
- 德魯·維爾杰弗 飾演 史萊特（Slater）

## 外部連結
- 互联网电影数据库（IMDb）上《索命影帶94》的资料（英文）